# Wilhelm Brasse
Wilhelm Brasse (ur. 3 grudnia 1917 w Żywcu, zm. 23 października 2012 tamże) – polski fotograf, w czasie II wojny światowej jako więzień nr 3444 trafił do niemieckiego obozu Auschwitz-Birkenau w Oświęcimiu, gdzie na zlecenie SS prowadził tajną dokumentację fotograficzną.

## Życiorys

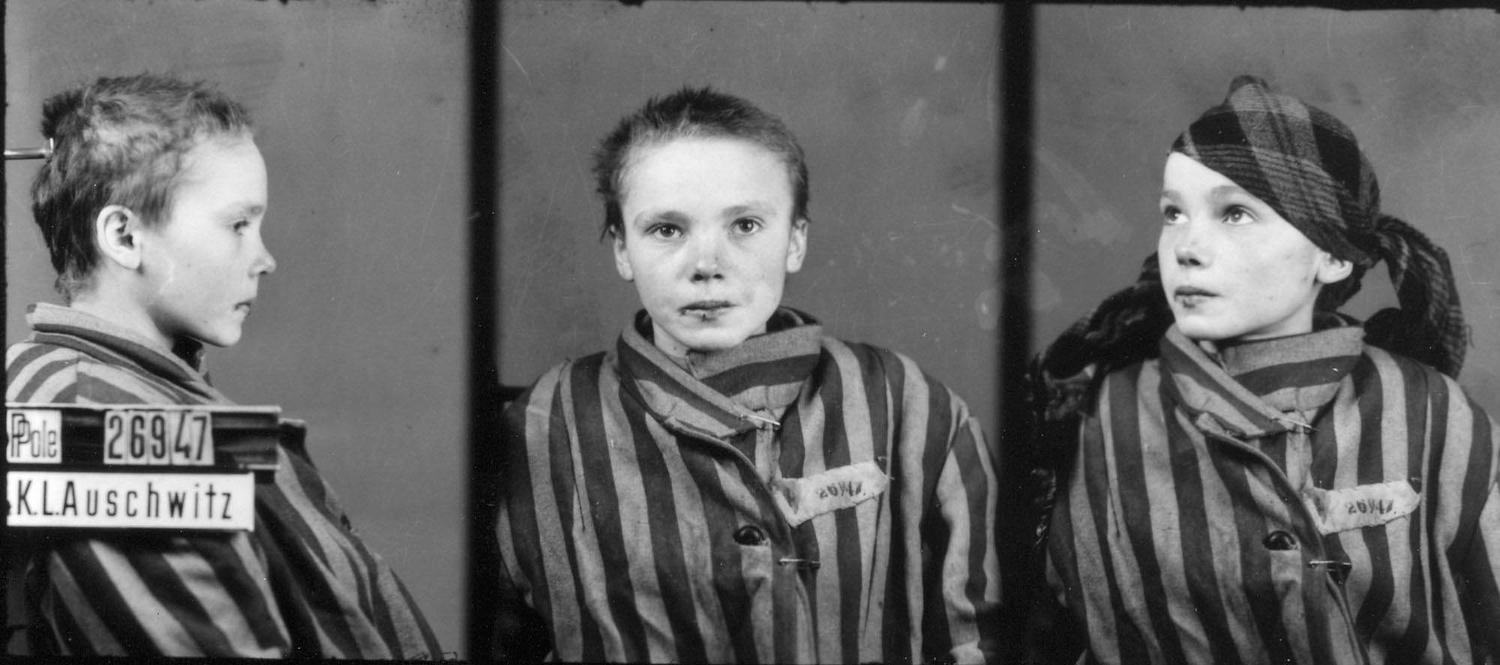
Zdjęcia młodej więźniarki Czesławy Kwoki wykonane przez Wilhelma Brasse w Auschwitz

Urodził się 3 grudnia 1917 w Żywcu jako syn Rudolfa i Heleny. Był wnukiem Alberta Karola Brasse, pochodzącego z Alzacji, pracującego jako ogrodnik u właścicieli browaru w Żywcu (Habsburgów). Matka Brassego była Polką, a ojciec żarliwym patriotą, uczestnikiem wojny z bolszewikami w 1920. Zawodu fotografa nauczył się pracując od 1935 w atelier „Foto-Korekt” w Katowicach przy ulicy 3 Maja 36, należącym do jego ciotki, gdzie wykonywał portrety, zdjęcia legitymacyjne oraz ślubne.
Po wybuchu II wojny światowej i zajęciu Żywca przez Niemców, odmówił podpisania Volkslisty, przysługującej mu z uwagi na germańskie pochodzenie oraz wstąpienia do armii niemieckiej. Niedługo potem wyjechał do Krynicy, gdzie pracował przez pewien czas w fotolaboratorium. Chcąc przedostać się do wojska polskiego we Francji, próbował przekroczyć zieloną granicę z Węgrami. Zadenuncjowany przez miejscowych Łemków za Komańczą podczas pieszej przeprawy przez Bieszczady, został aresztowany i 27 marca 1940 osadzony w więzieniu w Sanoku. Był tam przetrzymywany do 9 sierpnia 1940. 30 sierpnia 1940 trafił do niemieckiego obozu koncentracyjnego Auschwitz-Birkenau, gdzie otrzymał numer obozowy 3444. Podczas transportu do obozu, w Tarnowie po raz kolejny Niemcy zaproponowali mu podpisanie Volkslisty, a Brasse po raz kolejny odmówił. W obozie skierowano go początkowo do komanda kopiącego fundamenty nowych budynków oraz budującego drogi od krematorium do dworca, gdzie szybko awansował na tłumacza kapo. Następnie pracował w komandzie przeładowującym węgiel i koks, a potem w kartoflarni.
Gdy Niemcy dowiedzieli się o jego zdolnościach – został głównym fotografem obozowym. Od 5 lutego 1941 był zatrudniony w specjalnym komandzie rozpoznawczym Wydziału Politycznego (Gestapo), którym kierował Bernhard Walter. Wykonywał tam portrety nowo przybyłym więźniom, przeznaczone do kartoteki obozowej. Brasse każdemu więźniowi robił serię trzech zdjęć: w nakryciu głowy, en face, a potem z profilu. Zdarzało się, że przez noc robił ich tysiąc, albo więcej, bo nad ranem przyjeżdżał następny transport. Oprócz tego fotografował wszystko: od pracy więźniów przez prywatne spotkania Niemców z rodzinami i doświadczenia medyczne. Jak sam szacuje wykonał ok. 50 tys. zdjęć. Był szanowany przez Niemców pracujących w obozie, bo zależało im na ładnych zdjęciach wysyłanych rodzinom, dzięki czemu w czasie całego swojego pobytu w obozie, miał najlepsze ze wszystkich więźniów warunki do życia. Poznał również Josefa Mengele – osławionego „Anioła Śmierci”, którego zapamiętał jako człowieka grzecznego. Podczas ewakuacji obozu zignorował rozkaz spalenia wszystkich zdjęć, dzięki czemu ocalało ponad 40 tys. fotografii. Były one później dowodami w procesach hitlerowców. Został ewakuowany do obozu Mauthausen-Gusen, gdzie stamtąd doczekał końca wojny i wyzwolenia.
Po wyzwoleniu przez Amerykanów otrzymał po raz trzeci propozycję zmiany obywatelstwa – „Zostań tu. Tam są już bolszewicy. Jak zechcesz, będziesz Niemcem, Anglikiem albo Amerykaninem”. Pomimo to powrócił do Żywca. Chciał wrócić do zawodu fotografa, ale zrezygnował po kilku próbach – gdy na kogoś patrzył przez obiektyw aparatu, widział zawsze więźniów z Oświęcimia, powracały koszmary, już nigdy nie wziął do rąk aparatu fotograficznego. O swojej pracy obozowego dokumentalisty nie wspominał nikomu przez sześćdziesiąt lat. Został rzemieślnikiem, nikt nie znał jego przeszłości. Zmarł 23 października 2012 roku w Żywcu, w wieku 94 lat.

## „Portrecista”
Po latach na jego ślad trafili historycy z Izraela, a od nich dowiedział się o nim dokumentalista, Ireneusz Dobrowolski. Reżyser przez kilka lat zbierał materiały do filmu dokumentalnego Portrecista zrealizowanego w 2005, który opowiada o Brassem i jego pracy w Auschwitz. „Spowiedź” Wilhelma Brassego przed kamerą trwała 10 dni. Na koniec lata 2021 zaplanowano rozpoczęcie zdjęć do filmu fabularnego pod tytułem Portrecista, który ma być realizowany na podstawie dokumentu Ireneusza Dobrowolskiego. Pieczę nad produkcją filmu ma objąć amerykański reżyser i scenograf Robert Stromberg.

## Upamiętnienie
W kwietniu 2025 roku Rada Miejska w Żywcu podjęła decyzję o nadaniu rondu na skrzyżowaniu ulic Krakowskiej, Suskiej i Bławatkowej nazwy im. Wilhelma Brassego.